# Nicolay Apollyon
Nicolay Apollyon (Skien, 17 april 1945) is een Noors componist en organist. Zijn oorspronkelijke naam is Kjell Johnsen.
Apollyon heeft werken op zijn naam staan voor symfonieorkest, een aantal concerten en kamermuziek. Zijn bekendheid is gering, hier en daar verschenen enkele opnamen van zijn muziek, doch dan voornamelijk op de niche-platenlabels. Apollyons bekendste bijdrage aan de muziekwereld bevindt zich in een heel andere hoek; hij speelde orgel op het studioalbum Aftenland van Jan Garbarek.
Apollyon kreeg zijn muzikale opleiding verspreid over geheel Europa. Noorwegen, Duitsland (München) en Frankrijk waren thuisbases voor zijn muzikale ontwikkeling. Die landen hebben elk hun eigen invloed op zijn muziek: Noorwegen vanwege de moderne klassieke muziek, Duitsland het contrapunt en Frankrijk de harmonie en het timbre. Een van zijn Franse docenten van Olivier Messiaen. Orgelles kreeg hij daar van Jean Langlais. Apollyon maakt deel uit van de stromingen binnen de klassieke muziek die onder andere invloeden heeft ondergaan van de elektronische muziek (jaren 60) en muziek uit het Verre Oosten (begin jaren 70). Door het veelvuldig gebruik van elektronica in combinatie met traditionele muziekinstrumenten leunt hij aan tegen de elektroakoestische muziek. Vanuit die optiek is het dan ook niet vreemd dat het aangesloten was bij IRCAM, het instituut voor moderne muziek in Parijs.

## Oeuvre
- 1962: Cantate: Nun komm, der Heiden Heiland voor tenor en 3 muziekinstrumenten, revisie 1992
- 1964: Liquesence
- 1971: Symfonie nr. 1
- 1975: Symfonie nr. 2
- 1976: Pianosonate nr. 2
- 1976: Pianosonate nr. 3
- 1978: Symfonie nr. 3
- 1980: Orgelconcert
- 1980: Prelude en fuga voor orgel (2e versie)(op naam van Johnsen)
- 1980: Toccata en fuga voor orgel
- 1980: Toccata, fuga en passacaglia voor orgel
- 1982: Pianoconcert
- 1983: Prelude en fuga nr. 2 voor orgel (onder Johnsen)
- 1985: Éclat and hymn
- 1985: Prelude en fuga nr. 3 voor orgel (onder Johnsen)
- 1985: Pipedreams voor orgel
- 1988: Zes kerstliederen voor orgel
- 1988: Kwartet voor viool, klarinet, cello en piano
- 1988: Lord Jesus Christ, be present now
- 1990: Garden of delight voor vrouwenstem en elektronica
- 1990: Hommage aan César Franck voor orgel en elektronica
- 1991: Nada brama voor dwarsfluit en orkest
- 1991: Transmutations voor altfluit, orkest en elektronica
- 1991: Resonance
- 1992: Ram of tides, zangstem en ensemble
- 1992: Jeu aux grands jeux II voor orgel en elektronica
- 1992: Orgelsonate nr. 2
- 1993:Sora-iki voor dwarsfluit solo
- 1993: Arithmos voor cello en piano
- 1994: Fractal circles voor  viool, cello en elektronica
- 1994: Cellorganics (cello en elektronica)
- 1996: Cirrus
- 1997: Systasis
- 1997: Widdermusik II (revisie 2005)
- 1998: Pianoconcert nr. 2
- 2000: Zeta
- 2001: Dubbelconcert voor cello en percussie
- 2004: Orgelconcert nr. 2
- 2006: Cantus Tractus
- 2007: Kamerconcert voor orgel, acht houtblazers, contrabas en percussie

Datum onbekend:
- pianosonate nr. 1
- Mura-iki voor dwarsfluit en elektronica
- Rotare (kamermuziek)
- Orgelsonate
- Drie stukken voor orgel (onder Johnsen)

- Bibliothèque nationale de France: cb13953110g (data)
- Gemeinsame Normdatei: 1089804156
- International Standard Name Identifier: 0000 0000 8136 1086
- Library of Congress Control Number: n79011999
- Système universitaire de documentation: 160339456
- Virtual International Authority File: 56802099
- WorldCat: E39PBJmHGBYKyhjRr8dTXWgFrq